# Nikol'skij (Oblast' di Leningrado)
Nikol'skij è una cittadina della Russia europea nordoccidentale, situata nella oblast' di Leningrado (rajon Podporožskij).